# نژاد کودک
نژاد کودک (به اسپرانتو: La infana raso)، شعر بلندی با ۲۵ فصل از شاعر، نویسنده و پژوهشگر ادبیات اسپرانتو، ویلیام الد (۱۹۲۴-۲۰۰۶) است. این شعر را شاهکار ویلیام الد دانسته و از برترین اشعار ادبیات اسپرانتو می‌دانند. این شعر اولین بار با مقدمه‌ای از جان فرانسیس در سال ۱۹۵۵ چاپ شد و بعدها ویرایش‌های دیگری از آن منتشر شد. این شعر به «جستجوس نقش نژاد انسان در زمان و جهان» می‌پردازد و از این رو آن را با اشعار ازرا پوند (که به نظر می‌رسد از شکسپیر الهام گرفته باشد) و پابلو نرودا (شاعر آزادی‌خواه اهل شیلی) مقایسه می‌کنند. یکی از دلایلی که ویلیام الد را برای جایزه نوبل ادبیات سال ۱۹۹۹ نامزد کردند این شعر بود.
این شعر تاکنون به زبان‌های گوناگونی از جمله هلندی (بدست ورلورن ون تمات، ۱۹۸۲)، پرتغالی (بدست لئوپولد اچ. کنودت، ۱۹۸۲)، انگلیسی، اسکاتلندی، فرانسوی و مجاری ترجمه شده‌است. بخش‌هایی از آن نیز به زبان‌های دیگری چون ایسلندی، ایتالیایی و غیره ترجمه شده‌است. با وجود تحسین‌ها و نقدهای مثبت بی‌شماری که از این شعر شده‌است برخی از نویسندگان اسپرانتو این شعر را به خاطر ابهام (مثلا مشخص نبودن صاحب گفتاوردها و اسامی مکان‌ها و عبارات) و عدم توضیح نویسنده مورد انتقاد قرار داده‌اند. در ویرایش سوم، ویلیام الد یادداشتی در انتهای شعر آورد که به این ابهامات تا حد زیادی پاسخ گفت.

## بخشی از شعر
در زیر بخشی از ابتدای فصل هفتم این شعر آمده‌است:
| متن اصلی به زبان اسپرانتو: ho, iam mi jubilis super la marsaj montoj de la persoj aj, kien do l' ekstaza ĝu', per kiu verkiĝis vivoversoj? la akra molo de vespero en nokta klub', en Kermanŝah, forpasis kvazaŭ – nu, neĝero? – kaj mi eĉ ne rimarkis. Aĥ! | برگردان فارسی: زمانی را به یاد می‌آورم که شاد بودم بر فراز کوه‌های ایران که همچون کوه‌های مریخ بودند آه، چه لذت سرورآفرینی، گفتم چه کسی شعر زندگی را چنین از چشمه طبیعت بیرون کشیده است! غروب گس ملایم در کلوبی شبانه در کرمانشاه گذشت - همچون چه؟ - ذوب یک دانهٔ برف من حتی متوجه نشدم. آه! |